# Arthur Jonath
Arthur Jonath   (Bentrop, 9 de setembre de 1909 - Neu-Isenburg, 14 d'abril de 1963) va ser un atleta alemany, especialista en curses de velocitat, que va competir durant les dècades de 1920 i 1930.
El 1931 i 1932 va guanyar els títols alemanys dels 100 i 200 metres. Va establir tres rècords mundials indoor en els 50 i 60 metres el 1930 i 1931, i dos rècords mundials a l'aire lliure en els 100 metres el 1932 i 1933. També va establir tres rècords mundials amb l'equip alemany de relleus 4×100 metres.
El 1932 va prendre part en els Jocs Olímpics de Los Angeles, on va disputar tres proves del programa d'atletisme. Guanyà la medalla de plata en els 4x100 metres relleus formant equip amb Friedrich Hendrix, Erich Borchmeyer i Helmut Körnig, i la de bronze en els 100 metres. En els 200 metres finalitzà en quarta posició. En acabar els Jocs no va tornar a casa amb la delegació alemanya, sinó que es quedà als Estats Units convidat per les actrius Greta Garbo i Marlene Dietrich. Se li va oferir la ciutadania estatunidenca i formació universitària, però el seu padrastre el va portar de tornada a Alemanya.
Durant la Segona Guerra Mundial va lluitar com a oficial de les SS al front de Rússia, on fou fet presoner de guerra. En acabar la guerra va dirigir una benzinera i fou entrenador del FSV 1899 Frankfurt.

## Millors marques
- 100 metres llisos. 10.3" (1932)
- 200 metres llisos. 21.2" (1932)[1][2]